# Alicja Ciężkowska
Alicja Ciężkowska (ur. 6 marca 1935, zm. 16 grudnia 2020) – polska dyplomatka, stała przedstawicielka przy UNESCO (1995–2000).

## Życiorys
Córka Kazimierza.  Absolwentka Szkoły Głównej Służby Zagranicznej. Dyrektorka przedsiębiorstwa Film Polski (ok. 1975). Pracowniczka Ministerstwa Spraw Zagranicznych (m.in. w Departamencie Promocji i Informacji). Przebywała na placówkach w Brukseli, Paryżu, Sztokholmie, Rzymie. W latach 1995–2000 stała przedstawicielka RP przy UNESCO w Paryżu.

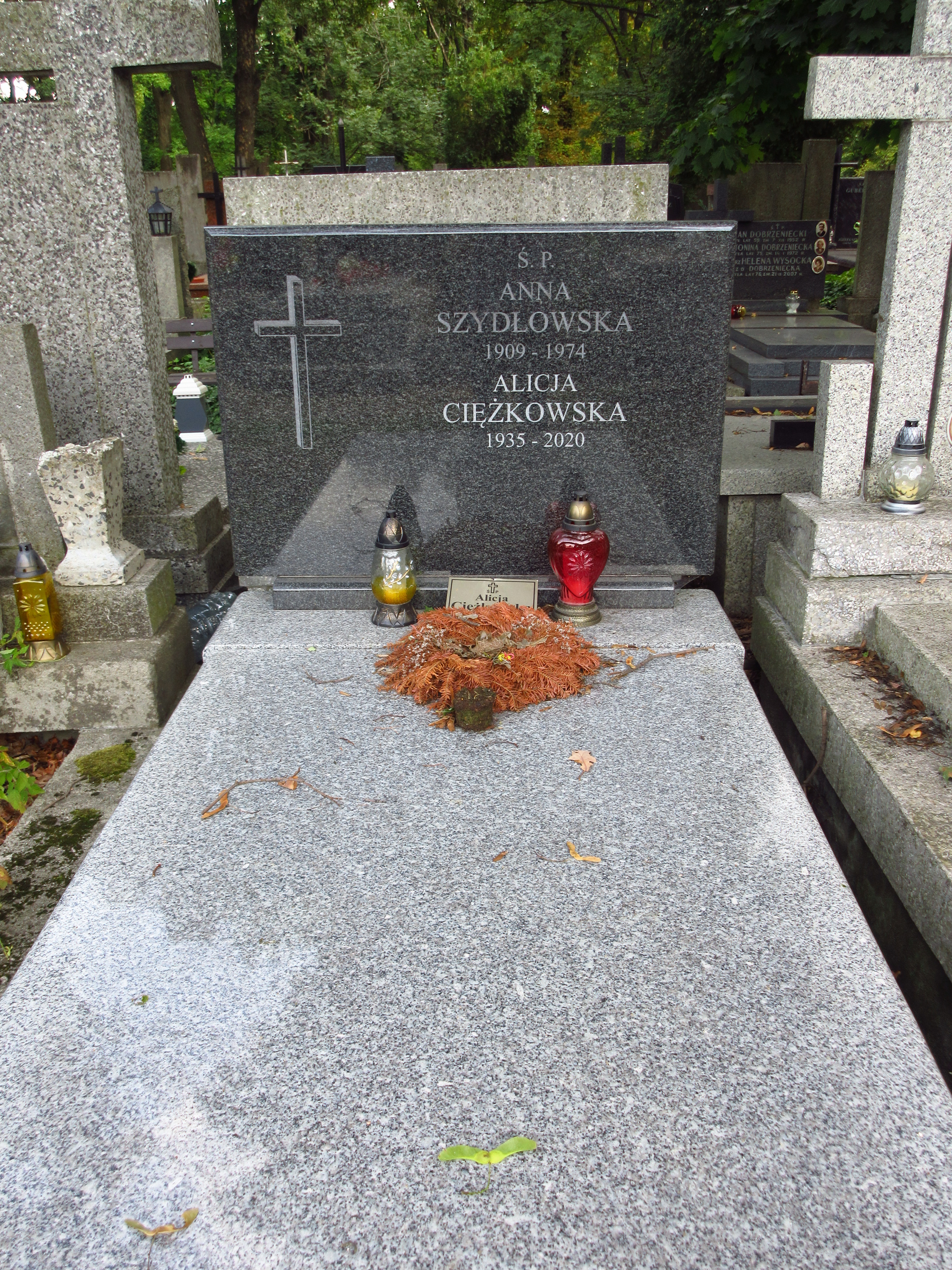
Grób Alicji Ciężkowskiej na Cmentarzu Bródnowskim.

Pochowana 28 grudnia 2020 na cmentarzu Bródnowskim w Warszawie (kwatera 26L-6-23).

## Ordery i odznaczenia
- Złoty Krzyż Zasługi (1975)[6]